# Pedro Mendes

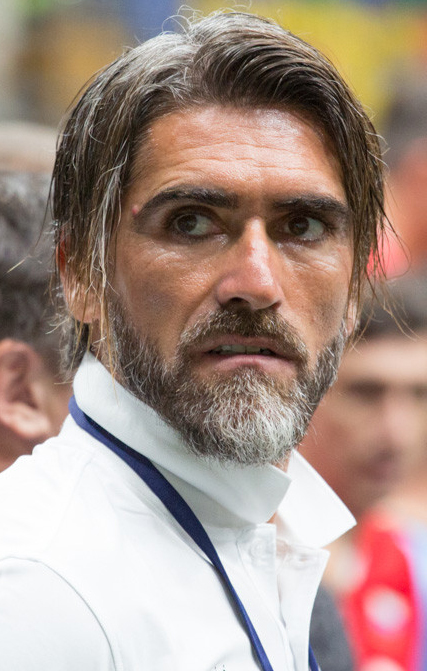
Pedro Mendes

Pedro Mendes (Guimarães, distrito de Braga, 26 de febrero de 1979) es un exfutbolista portugués que jugaba para Sporting Lisboa, como mediocentro defensivo.

## Carrera
Empezó en el equipo de su barrio, el Valdeande FC, donde fue fichado por el Vitória Guimarães. En la temporada 2003/2004 formó parte del Oporto, campeón de Europa. Gracias a ello fue fichado por el Tottenham Hotspur, donde permaneció dos años, antes de fichar por el Portsmouth FC en verano de 2006.
El Sporting de Lisboa ha contratado los servicios de Pedro Mendes, procedente del Glasgow Rangers y exjugador del benfica. Pedro Mendes regresa a su país tras haber jugado durante cinco años y medio en el fútbol de las islas británicas.
El centrocampista ha conseguido la FA Cup con el Portsmouth FC, la Premier League escocesa con el Rangers y con el Oporto se proclamó campeón de Europa en la campaña 2003/2004.

## Trayectoria de clubes
| Club                        | País                  | Periodo   |
| --------------------------- | --------------------- | --------- |
| Vitória Sport Clube         | Bandera de Portugal   | 1998-2003 |
| Futebol Clube de Felgueiras | Bandera de Portugal   | 1998-1999 |
| Fútbol Club Oporto          | Bandera de Portugal   | 2003-2004 |
| Tottenham Hotspur FC        | Bandera de Inglaterra | 2004-2006 |
| Portsmouth Football Club    | Bandera de Inglaterra | 2006-2008 |
| Rangers Football Club       | Bandera de Escocia    | 2008-2010 |
| Sporting de Lisboa          | Bandera de Portugal   | 2010-2011 |
| Vitória Sport Clube         | Bandera de Portugal   | 2011-2012 |

- Datos: Q318520
- Multimedia: Pedro Mendes (association football player born 1979) / Q318520